# ハスティナープル
ハスティナープル（ヒンディー語: हस्तिनापुर Hastināpur）は、インドのウッタル・プラデーシュ州メーラト県にある都市。デリー首都圏に属する。サンスクリットのハスティナープラの名で知られ、叙事詩『マハーバーラタ』の中心的な舞台であるクル国の首都であった。

## 名称
ハスティナープラとは文字通りにはゾウ(hastin)の町を意味し、同じ意味のガジャサーフヴァヤ、ヴァーラナーフヴァヤ、ナーガサーフヴァヤなど数多くの別名がある:273-275。
しかし『マハーバーラタ』巻1およびプラーナ文献によれば、帝王バラタの子孫であるハスティン王によって建設されたためにこの名があるとされる:111-113。

## 地理
ハスティナープルはガンジス川上流の西岸近くに位置し、県都メーラトから約37キロメートル、デリーからは約100キロメートル北東にあたる。
町の中にはパーンデーシュワル寺院などの『マハーバーラタ』にちなんだ名所が多い。またジャイナ教の寺院も多い。ヘーマチャンドラ『トリシャシュティ・シャラーカー・プルシャ・チャリタ』ではガジャプラという別名で呼ばれ、16番目のティールタンカラであるシャーンティ、17番目のクントゥ、18番目のアラがこの町で生まれたとされる。

## 交通
県都メーラトから伸びる国道34号線 (National Highway 34 (India)) が町の北西を走っている。

## 叙事詩とプラーナ
『マハーバーラタ』巻1によると、バラタの父であるドゥフシャンタ王の時代にすでにハスティナープラを都としていた。しかしながら同じ巻1でバラタの子孫のハスティンがハスティナープラを建設したとも記しており、伝承に矛盾が見られる。あるいは町はハスティン以前からあり、ハスティンは町を拡張して自分の名をつけたとも解釈される:273-275。クル族の始祖であるクルはハスティンの子孫とされる。
同じく巻1によると、クル国王ヴィチトラヴィーリヤの没後、長男のドリタラーシュトラが盲目であったために弟のパーンドゥがかわって王になったが、彼は呪いによって国を去り、ドリタラーシュトラが王位についた。パーンドゥの没後、王はその息子たちを王都ハスティナープラに呼び寄せた。しかしドゥルヨーダナをはじめとするドリタラーシュトラの息子たち（カウラヴァ）とパーンドゥの5人の息子たち（パーンダヴァ）の間に反目が生じたため、ドリタラーシュトラ王はパーンダヴァに領土の半分を分けあたえ、彼らはインドラプラスタ（今のデリー近郊）を都として栄えた。
その後ドゥルヨーダナの仕組んだいかさま賭博によってパーンダヴァはすべての領土を騙し取られ、森の中を放浪することになった。13年が経過した後にパーンダヴァは元の領土の一部を返還することを要求したが、ドゥルヨーダナは拒絶し、クルクシェートラで戦争になった。パーンダヴァは戦争に勝利し、長男のユディシュティラがハスティナープラで王位についた:283。
ユディシュティラの後はアルジュナの孫のパリクシットが王位についたが、ナーガの王タクシャカによって殺された。パリクシットの子のジャナメージャヤはナーガ族を破ってハスティナープラを取り戻した:285。
後にハスティナープラはガンジス川の洪水によって破壊され、クル国はカウシャーンビーに遷都したと伝えられる:285。

## 考古学
1950-1952年に、インドのB.B.ラールによってハスティナープラの発掘が行われた。発掘されたハスティナープラは5期に分かれる。
- 第I期は紀元前1200年以前の赭色土器文化で、家屋は見られない。
- 第II期は紀元前1000-800年の彩文灰色土器文化で、銅製品・ガラス製品、馬を含む家畜の獣骨が出土した。家は日干レンガを使用。
- 第III期は大洪水の後の紀元前6世紀-3世紀の北方黒色磨研土器文化で、銅のほかに鉄製品や打刻貨幣が出土し、家は窯焼きレンガを使用。井戸の跡も発見された。
- 第IV期は大火災の後の紀元前2世紀-西暦3世紀のもので、シュンガ朝からクシャーナ朝にかけての時期にあたる。
- 第V期は11世紀-15世紀のもの。

第II期の彩文灰色土器文化はアーリヤ人によるものと考えられ、『マハーバーラタ』の主要部分もこの時代のものだが、『マハーバーラタ』によれば都市が栄えていたことになっているにもかかわらず、当時の住居は粗末なもので、都市的な遺構はハスティナープラからは見つかっていない:36-38。